# 新波克羅夫卡 (丘胡伊夫區)

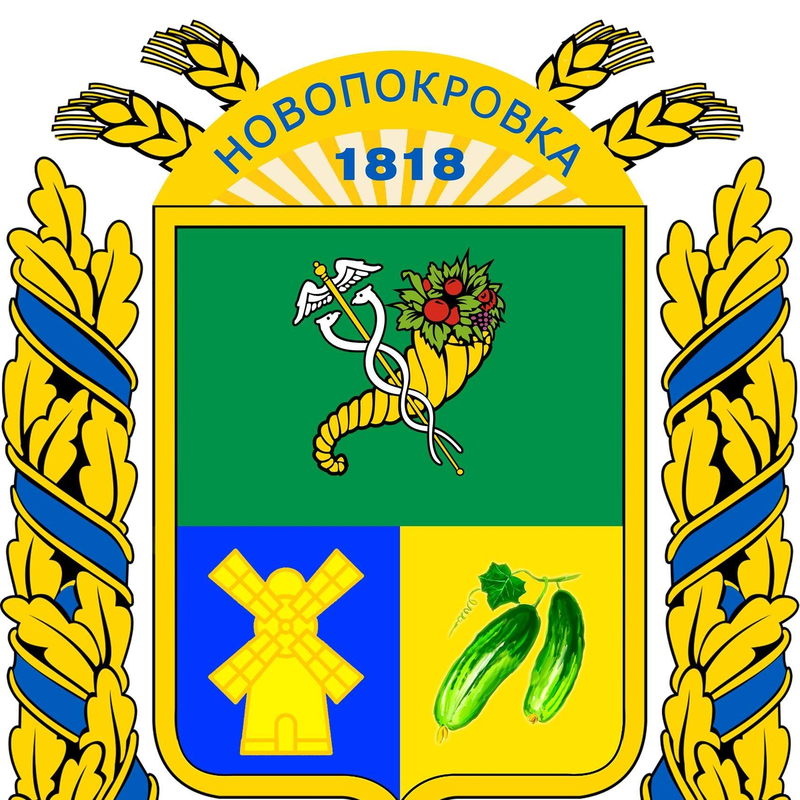

49°50′13″N 36°33′55″E / 49.83694°N 36.56528°E
新波克羅夫卡（烏克蘭語：Новопокровка）是位於烏克蘭東部的市級鎮，由哈爾科夫州丘胡伊夫区的新波克羅夫卡市鎮負責管轄。該鎮始建於1818年，面積4.07平方公里，海拔高度113米，2001年人口5,027，人口密度每平方公里1,235.14人。